# Tommaso Gianazza
Tommaso Gianazza (Legnano, 21 luglio 2002) è un pallanuotista italiano, centroboa del  Brescia e della Nazionale italiana.

## Carriera

### Club
Mancino, fratello minore del pallanuotista Matteo Gianazza, iniziò a giocare nell'Amga Sport di Legnano, per poi trasferirsi all'AN Brescia, militando nelle giovanili. 
Tra le file del AN Brescia divenne uno dei giocatori di punta del CT Alessandro Bovo, contribuendo alla vittoria della Coppa Italia nel 2024.

### Nazionale
Dopo aver vinto gli Europei U17 di Tbilisi 2019, conquistò la medaglia d’argento ai mondiali giovanili di Praga 2021.
In nazionale maggiore, indossò per la prima volta la calottina dell'Italia in occasione delle Olimpiadi di Parigi 2024, quando venne convocato da Sandro Campagna in virtù dei risultati ottenuti nel campionato italiano.
Venne convocato nuovamente anche in occasione dei mondiali del 2025.